# Thamnobryum negrosense
Thamnobryum negrosense là một loài rêu trong họ Neckeraceae. Loài này được (E.B. Bartram) Z. Iwats. & B.C. Tan mô tả khoa học đầu tiên năm 1977.